# فرانشلن
فرانشلن (به فرانسوی: Francheleins) یک کمون در فرانسه است که در ان (فرانسه) واقع شده‌است.

## خصوصیات
فرانشلن ۱۳٫۵۶ کیلومترمربع مساحت و ۱٬۲۱۸ نفر جمعیت دارد و ۲۱۳ متر بالاتر از سطح دریا واقع شده‌است.